# Houssayella iguazuensis
Houssayella iguazuensis är en svampdjursart som beskrevs av Bonetto och Ezcurra de Drago 1966. Houssayella iguazuensis ingår i släktet Houssayella och familjen Metaniidae.
Artens utbredningsområde är havet utanför Brasilien. Inga underarter finns listade i Catalogue of Life.